# GP2 시리즈
GP2 시리즈(GP2 Series)는 장기 포뮬러 원 피더 시리즈인 포뮬러 3000이 중단된 후 2005년에 도입된 오픈 휠 모터 경주의 한 형태이다. GP2 형식은 버니 애클레스톤과 플라비오 브리아토레에 의해 고안되었으며 에클레스톤은 GP1이라는 이름의 권리도 보유하고 있다. 이 시리즈는 브루노 미첼(Bruno Michel)이 기획했다. 2010년에는 GP2 시리즈의 피더 클래스인 GP3 시리즈 클래스가 출시되었다. 2017년에 이 시리즈는 FIA 포뮬러 2 챔피언십으로 이름이 변경되었다.
팀의 경주 경제성을 높이고 포뮬러 원 생활을 위한 더 나은 훈련장으로 만들기 위해 설계된 GP2는 진정한 운전자 능력이 반영되도록 모든 팀이 동일한 섀시, 엔진 및 타이어 공급업체를 사용하도록 의무화했다. 세 개의 레이스를 제외한 모든 레이스는 시리즈의 프로필을 높이고 드라이버에게 그랑프리 환경에 대한 경험을 제공하며 인프라(보안관, 의료 시설 등)를 활용하기 위해 포뮬러 원 레이스 주말에 지원 레이스로 열렸다. GP2는 주로 유럽 서킷에서 경주했지만 말레이시아의 세팡 국제 서킷과 싱가포르의 마리나 베이 스트리트 서킷과 같은 다른 국제 경주 트랙에도 등장했다.
많은 드라이버들이 GP2를 포뮬러 원으로 향하는 디딤돌로 사용해 왔다.
2011년에는 2012년에 GP2와 GP2 아시아 시리즈가 결합되어 하나의 더 긴 GP2 시리즈를 만들 것이라고 발표되었다.

## 같이 보기
- GP2 아시아 시리즈
- 포뮬러 원
- GP3 시리즈
- 포뮬러 3
- 포뮬러 투